# Aiapaec

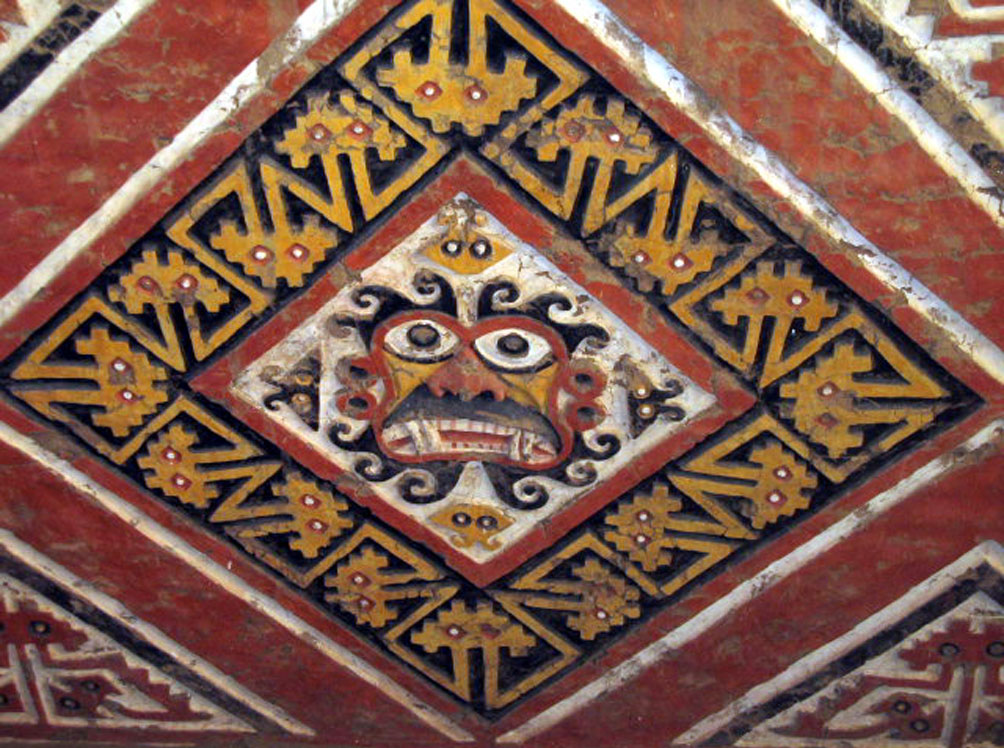
Aiapaec representat en un mur de la huaca de la lluna.

Aiapæc o Ai Apaec (en mochica aiapæc *[a.ja.pøk] o *[ajapʷɨk]) era la principal deïtat de la cultura mochica, era un dels seus déus castigadors, el més temut i adorat, és anomenat també el decapitador. Ai Apaec era adorat com el déu creador, protector dels mochicas, proveïdor d'aigua, dels aliments i els triomfs militars. Rebia sacrificis humans. Aiapæc significa ‘el faedor, Déu Pare’ en llengua mochica.

## Representacions
La representació més comuna i coneguda d'Ai Apaec és la que s'aprecia en els murals de les Huacas del Sol i de la Luna, on presenta un rostre antropomorf amb ullals de felí i ones marines envoltant-ho.
Ai apaec va ser representat de diverses formes, variant en el temps, a l'espai, i en l'artesania en la qual anés representada. En la metal·lúrgia per exemple, presenta forma arácnida, amb vuit potes i un rostre antropomorf amb ullals de jauar. En la ceràmica és més antropomòrfic, sol tenir caps a les seves mans i a vegades dues serps que brollen del seu cap. Aquesta característica es veu també en alguns retrats murals. En l'escultura se li pot observar amb un bàcul, i una forma totalment humanoide, amb el rostre sever i els ullals de felí de sempre.

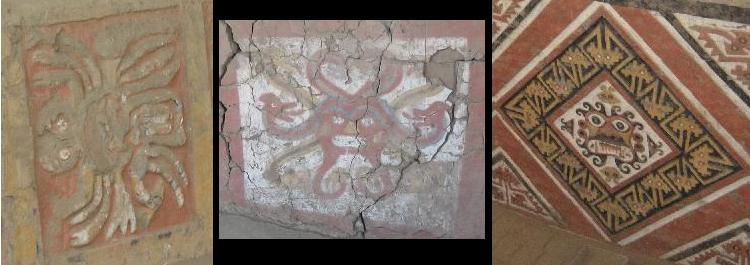
Diverses representacions de Ai Apaec: A l'esquerra amb forma arácnida, en la figura del mig es poden veure dues serps que brollen del seu cap, i en la figura de la dreta s'aprecia la representació més coneguda.